# Den Rudolfa Maistra

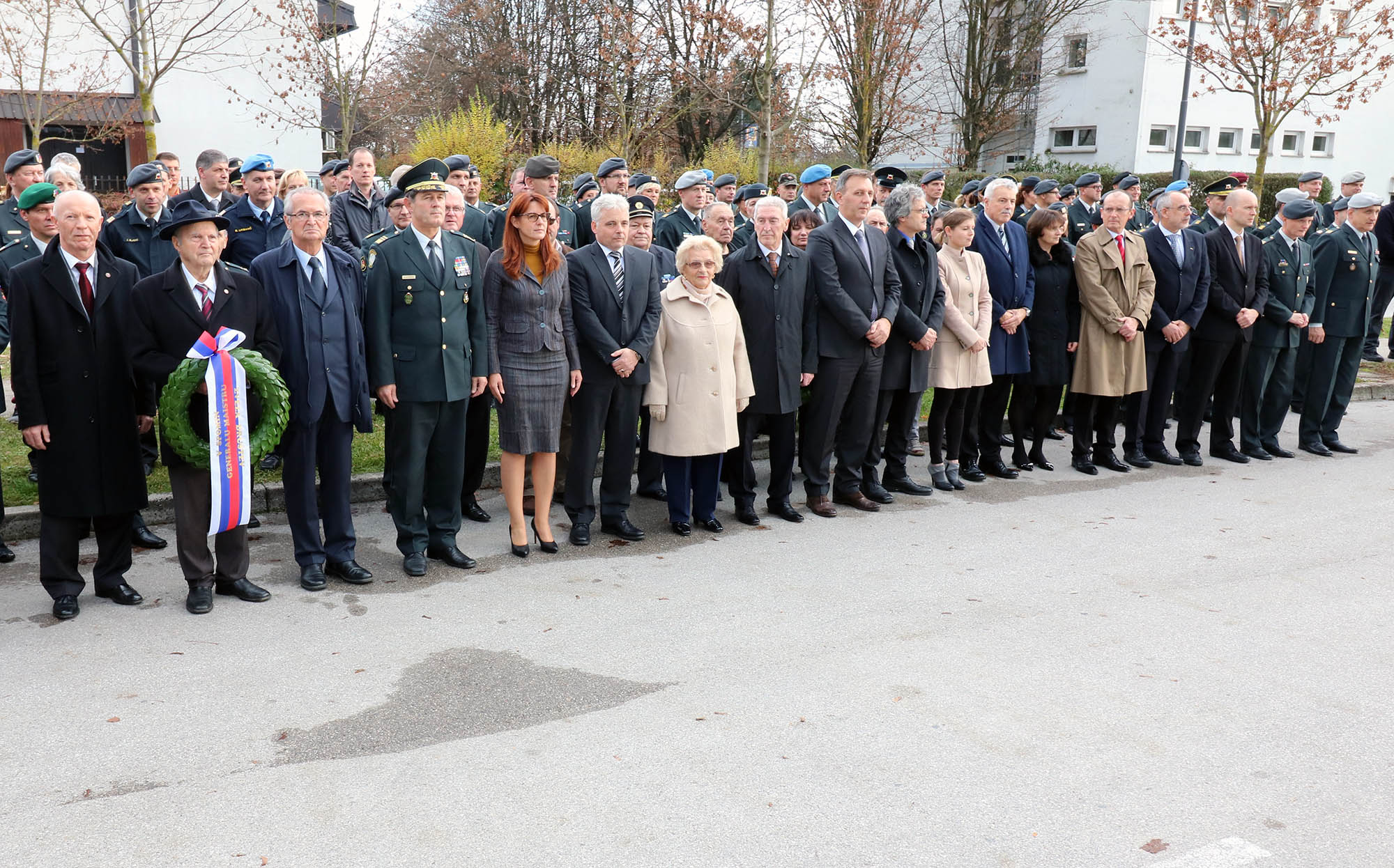
Den Rudolfa Maistra, 2016

Den Rudolfa Maistra (slovinsky Dan Rudolfa Maistra) je slovinský státní svátek, který připadá na 23. listopad. V tento den v roce 1918 Rudolf Maister napadl a odzbrojil jednotky Schutzwehru – vojenského uskupení mariborských rakouských Němců vzniklého na sklonku první světové války – čímž získal Maribor a okolí pro budoucí Království Srbů, Chorvatů a Slovinců, resp. Slovinsko. Tento den byl za svátek prohlášen v roce 2005.
Tento státní svátek není dnem pracovního klidu.